# John Cook (Regisseur)
John Cook (* 26. November 1935 in Toronto; † 21. September 2001 in La Capelle-Farcel bei Albi) war ein kanadischer Fotograf, Filmemacher und Schriftsteller mit den Wirkungsbereichen Paris, Wien und Südfrankreich.

## Biografie
Cook brach 1958 sein Jusstudium vorzeitig ab, reiste durch Europa und ließ sich in Paris nieder, wo er als professioneller Fotograf in der Werbung und für internationale Modemagazine arbeitete. In Paris lernte er Elfie Semotan kennen, die dort als Model arbeitete. Gemäß den Erinnerungen Semotans war Cook als Fotograf gut beschäftigt, wollte aber eigentlich lieber Filme machen. Er probierte, an die Modefotografie, die ihn eigentlich langweilte, auf andere Arten heranzugehen. So versuchte er, in den Fotostrecken Geschichten zu erzählen und mehr von der Wirklichkeit einzubauen.
1968 übersiedelte er zusammen mit Semotan nach Wien, wo er mit ihr zusammen 1972 seinen ersten veröffentlichten Film, Ich schaff's einfach nimmer, sowie in weiterer Folge Langsamer Sommer, Schwitzkasten und Artischocke realisierte.
1984 verließ Cook Wien und ließ sich in Südfrankreich nieder, wo er noch einen weiteren Film (als Video) produzierte und Kurzgeschichten schrieb. Er starb 2001 völlig unerwartet an einem Gehirnschlag.
Obwohl in Kanada kaum bekannt, schuf sich Cook mit den Filmen, die er von 1972 bis 1982 in Wien drehte, einen bleibenden Platz in der Geschichte des österreichischen Films.
Die erste Monografie über Cook, John Cook. Viennese by Choice, Filmemacher von Beruf, herausgegeben von Michael Omasta und Olaf Möller, wurde 2006 von der Sammlung Österreichisches Filmmuseum herausgegeben und enthält auf Englisch eine bis dato unveröffentlichte Autobiografie Cooks.

## Filmografie
- José Manrubia Novillero d’Arles. L’apprentissage d’un matador de toros (1990/96)
- Artischocke (1981)
- Schwitzkasten (1978)
- Langsamer Sommer (1974/76)
- Ich schaff’s einfach nimmer (1972/73)